# Великий Сердеж
Великий Серде́ж (рос. Большой Сердеж, марій. Кугу Сердыж) — присілок у складі Сернурського району Марій Ел, Росія. Адміністративний центр Сердезького сільського поселення.

## Населення
Населення — 214 осіб (2010; 195 у 2002).
Національний склад (станом на 2002 рік):
- марі — 53 %
- росіяни — 47 %